# Mouriez
Mouriez település Franciaországban, Pas-de-Calais megyében. Lakosainak száma 238 fő (2022. január 1.). Mouriez Aubin-Saint-Vaast, Capelle-lès-Hesdin, Gouy-Saint-André, Guigny, Bouin-Plumoison, Raye-sur-Authie, Tortefontaine és Dompierre-sur-Authie községekkel határos.

## Népesség
A település népességének változása:
| Lakosok száma | 248  | 250  | 255  | 249  | 246  | 243  | 241  | 239  | 238  |
|               | 2013 | 2015 | 2016 | 2017 | 2018 | 2019 | 2020 | 2021 | 2022 |